# Bālek
Bālek (persiska: بالِك, باليك, بالَك, بالک) är en ort i Iran.   Den ligger i provinsen Kurdistan, i den nordvästra delen av landet, 500 km väster om huvudstaden Teheran. Bālek ligger 1 338 meter över havet och antalet invånare är 533.
Terrängen runt Bālek är lite kuperad.Runt Bālek är det ganska tätbefolkat, med 60 invånare per kvadratkilometer. Närmaste större samhälle är Marivan, 8,1 km nordväst om Bālek. Trakten runt Bālek består till största delen av jordbruksmark.